# Tanimbuca
Nota: tanimbuca também pode se referir à Terminalia amazonica.
A tanimbuca (Terminalia tetraphylla) é uma árvore emergente brasileira nativa da Amazônia e da Mata Atlântica, cuja madeira tem valor comercial.
Outros nomes populares: amarelão, carará, cuiarana, embiridiba, mangue, mirindiba, miringuiba, periquiteira, taniboca, tanibuca, tanimbuca.

## Características
Tronco tortuoso.
Cerne e alburno: pouco distintos. Cor do cerne: marrom-amarelado-claro a marrom-claro,  cor do alburno: amarelo-pálido. Classificação da cor do cerne: marrom
Camadas de crescimento: distintas. Textura: média. 
Cheiro: imperceptível. Resistência ao corte manual: moderadamente dura.
Madeira pesada, aceita prego.

## Ecologia
É planta intolerante à sombra.

### Ocorrência
Na América do Sul: Bolívia, Brasil (do Amazonas ao Espírito Santo), Colômbia, Equador, Guiana Francesa, Suriname, Venezuela. Na América Central: Costa Rica, Cuba, Panamá, Porto Rico, República Dominicana, Ilhas Virgens.